# Nuova Aquitania
La Nuova Aquitania (in francese Nouvelle-Aquitaine /nuˌvɛlakiˈtɛn/; in occitano Aquitània Nava; in basco Akitania Berria) è una regione amministrativa francese, la più estesa.
È stata istituita a decorrere dal 1º gennaio 2016, accorpando le regioni di Aquitania, Limosino e Poitou-Charentes; con la fusione prese il nome provvisorio di Aquitaine-Limousin-Poitou-Charentes, prima di assumere l'attuale denominazione il 30 settembre 2016.

## Geografia
È suddivisa in dodici dipartimenti. Tra le più importanti città della regione figurano il suo capoluogo, Bordeaux, e a seguire Poitiers e Limoges.

## Amministrazione
La regione fu istituita a seguito della legge di riforma territoriale del 2015 di accorpamento amministrativo delle regioni francesi.
Il piano, che prevedeva di ridurre a 14 le regioni della Francia metropolitana, tra i vari accorpamenti riunì in un'unica regione quelle, istituite nel 1972, di Aquitania, Limosino e Poitou-Charentes.
Tale fu anche il nome ufficiale della nuova regione prima che, nel 2016, si decidesse di conferirle quello di Nuova Aquitania.
La Nuova Aquitania assorbì i dipartimenti di ciascuna delle tre regioni in essa confluite, come da seguente elenco (tra parentesi il numero di dipartimento):
- Charente (16)
- Charente Marittima (17)
- Corrèze (19)
- Creuse (23)
- Dordogna (24)
- Gironda (33)
- Landes (40)
- Lot e Garonna (47)
- Pirenei Atlantici (64)
- Deux-Sèvres (79)
- Vienne (86)
- Alta Vienne (87)

La regione, che confina con la Spagna, include 258 cantoni e 4 505 comuni; in essa è compreso anche il Paese basco settentrionale, in cui circa il 30% della popolazione è bascofono.